# Albrecht I Habsburg
Albrecht I Habsburg (ur. 1255, zm. 1 maja 1308 nad rzeką Reuss koło Brugg) – od 1282 r. książę Austrii, od 1298 r. król Niemiec.

## Życiorys

### Wczesne lata
Urodził się w lipcu 1255 r. W 1282 r., za zgodą elektorów Rzeszy, ojciec, król Rudolf I, nadał Albrechtowi w lenno Księstwo Austrii, dziedzictwo po wymarłych Babenbergach. Rudolf starał się zapewnić synowi sukcesję w Niemczech, jednak elektorzy obawiali się rosnącej potęgi rodu Habsburgów. Wobec tego po śmierci Rudolfa I (1291) w 1292 r. tron przejął niespokrewniony z Habsburgami Adolf z Nassau.

### Wybór na króla Niemiec

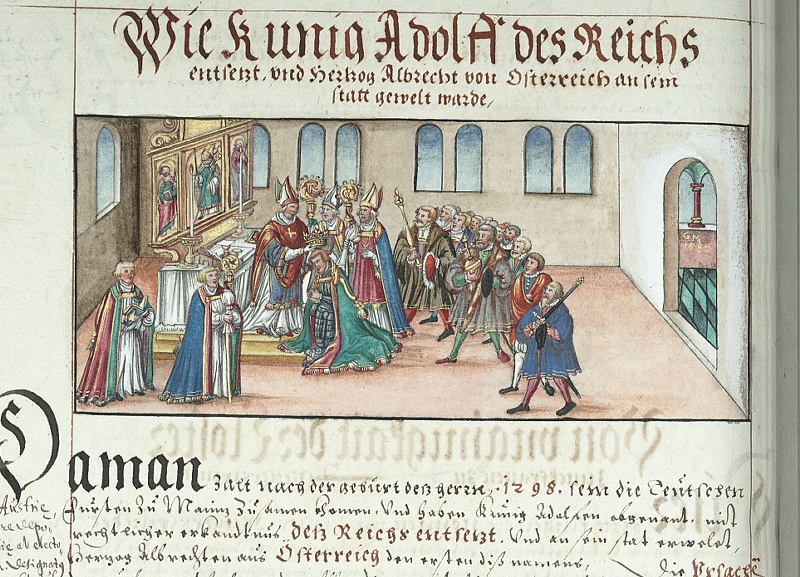
Detronizacja Adolfa z Nassau, wybór na króla Albrechta I Habsburga.

Rządy Adolfa z Nassau były bardzo niepopularne. Albrecht zdobył wobec tego tron w lipcu 1298 r., kiedy wybrano go w Moguncji jako antykróla przeciwko królowi Adolfowi z Nassau. Koronował się miesiąc później w Akwizgranie. Albrecht zwyciężył przeciwnika w bitwie pod Göllheim (Adolf z Nassau zginął w bitwie) i stał się jedynowładcą Rzeszy.

### Polityka wewnętrzna
Albrecht próbował zdobyć dla Habsburgów sukcesję hrabstw Holandii i Zelandii w Niderlandach. Na tym tle doszło do konfliktu z elektorami-arcybiskupami Moguncji Gerardem II z Eppsteinu, Kolonii Wigboldem z Holte i Trewiru Dietrichem von Nassau oraz palatynem Renu Rudolfem I Wittelsbachem. Na próbę pozbawienia go tronu król odpowiedział odebraniem majątków królewskich, które elektorzy bezprawnie zajęli, oraz anulowaniem ceł nałożonych od 1250 r. na kupców i szlachtę w Nadrenii. Znacznie osłabiło to siłę nadreńskich elektorów. Konsekwentnie później prowadził politykę popierania miast i obrony chłopów i żydów.

### Polityka zagraniczna
Nieprzyjazne były stosunki pomiędzy Albrechtem a papiestwem. W 1295 r., jeszcze jako książę austriacki Albrecht zawarł sojusz z przeciwnikiem papieża Bonifacego VIII, królem Francji – Filipem IV. Ponadto Albrecht nie zabiegał o poparcie papieża, a ten uważał się za zwierzchnika władzy królewskiej i cesarskiej w Niemczech. Z czasem, wobec odmowy uznania elekcji zmienił politykę wobec Bonifacego, licząc na możliwość koronowania się na cesarza. Zerwał przyjazne stosunki z Francją i popierał sukcesję Andegawenów, podopiecznych papieża, na Węgrzech. W 1303 r. papież uznał nawet elekcję Albrechta Habsburga, w zamian za co Albrecht obiecał, że żaden z jego synów nie zostanie wybrany na króla niemieckiego bez zgody papieża.

### Habsburgowie w Czechach
W 1306 r., gdy zamordowano Wacława III, nadał Czechy w lenno swojemu synowi, Rudolfowi III (odbierając je Henrykowi Karynckiemu). Rudolf zmarł jednak w 1307 r., a przejęcie władzy w Czechach przez Habsburgów nie udało się (tron po Rudolfie przejął znowu Henryk Karyncki, potem Luksemburgowie).

### Wyprawa do Turyngii
W 1307 r. Albrecht wyprawił się do Turyngii przeciw landgrafowi Fryderykowi I z rodu Wettynów. Poprzednik Albrechta, Adolf z Nassau, wykupił kraj od poprzedniego władcy, landgrafa Albrechta II Wyrodnego, ale ten ostatni został usunięty z tronu. Król próbował przywrócić zależnego od Korony władcę, lecz został pokonany w bitwie pod Luckau w maju tego roku.

### Śmierć i pochówek

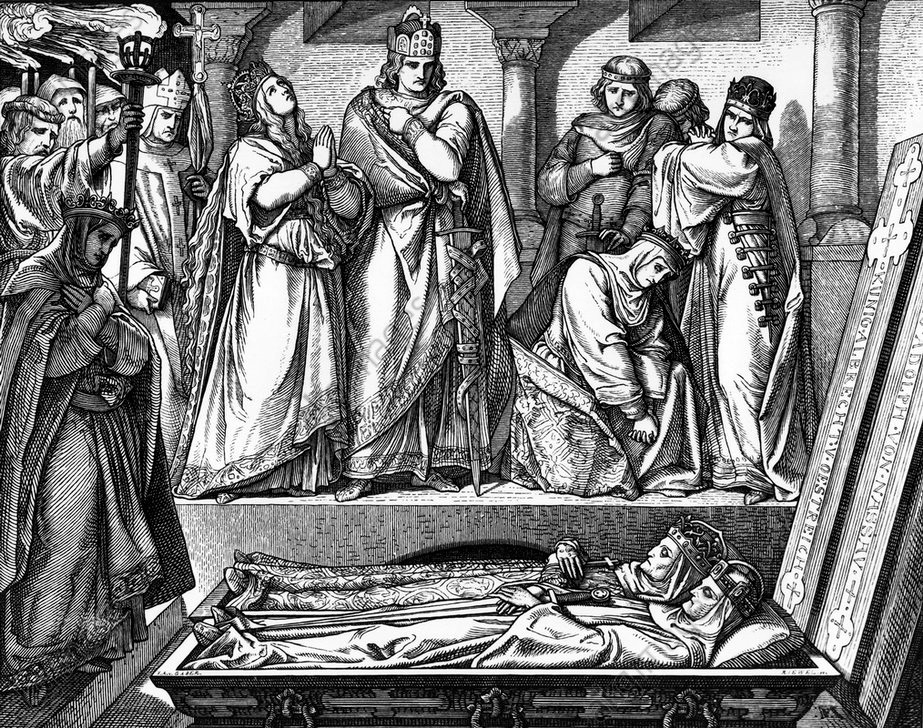
Pogrzeb królów Adolfa z Nassau i Albrechta Habsburga w 1309 r. w katedrze w Spirze

Albrecht I zginął zamordowany (1308) przez bratanka Jana Parricidę, kiedy tłumił bunt w Szwabii. Pochowany w Spirze. Nowym władcą został Henryk VII Luksemburski.

## W kulturze

Albrecht I Habsburg w kulturze
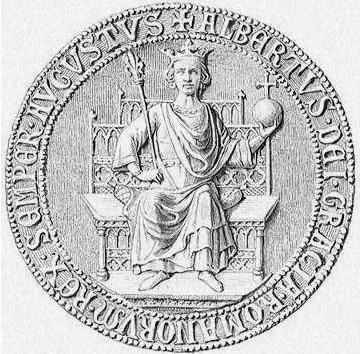
Pieczęć Albrechta I Habsburga
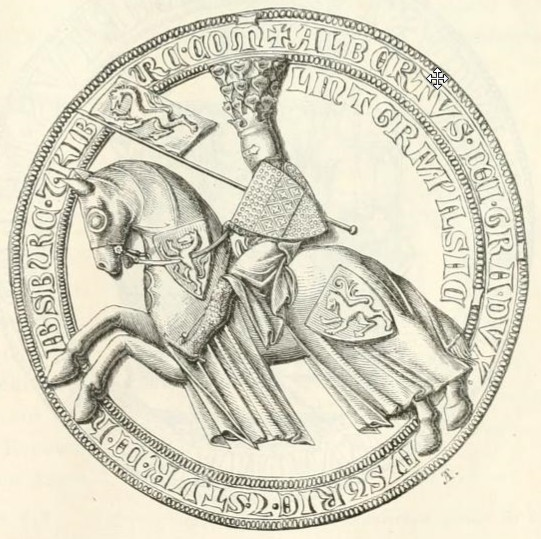
Inna pieczęć Albrechta Habsburga
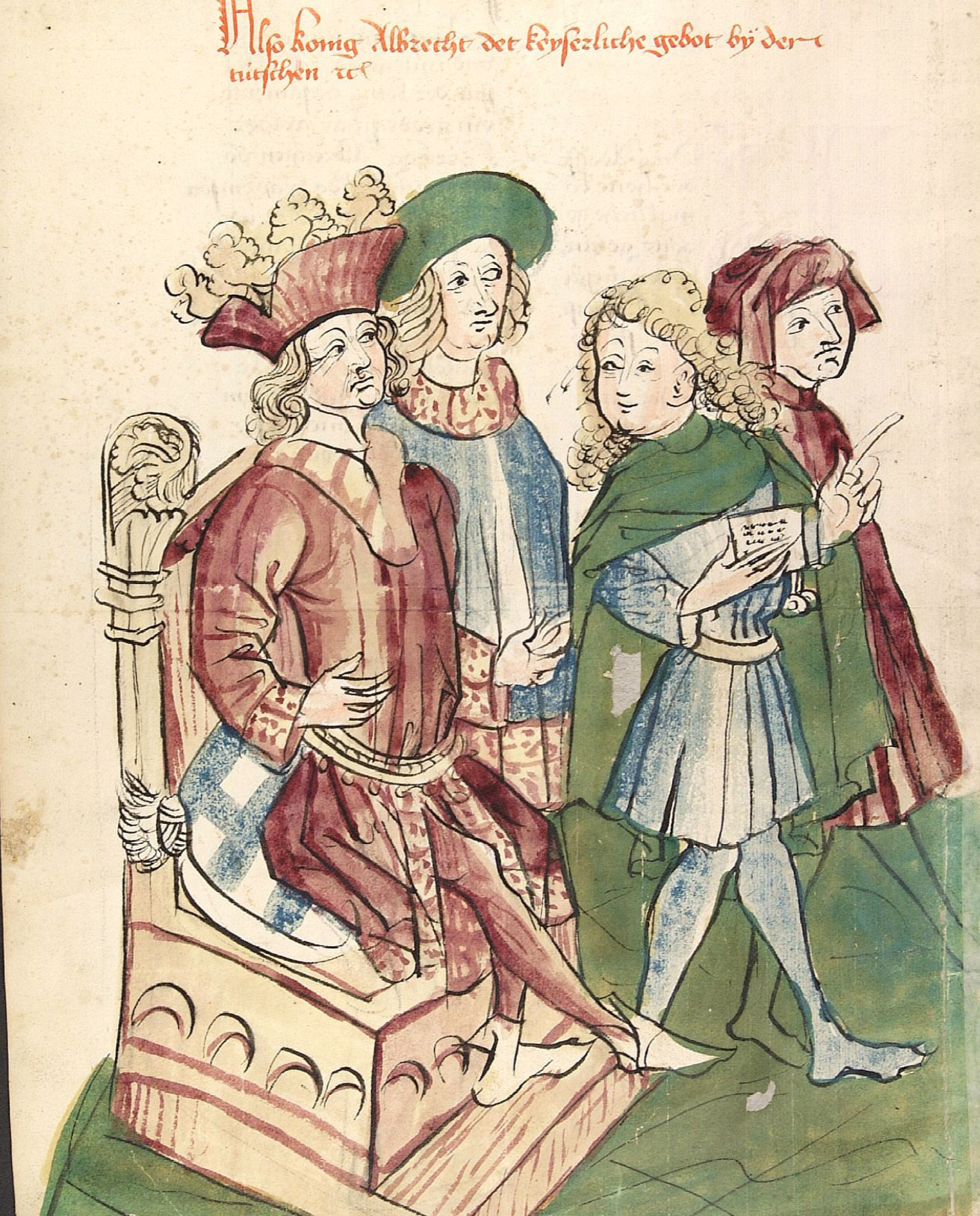
Albrecht Habsburg (ok. 1450)
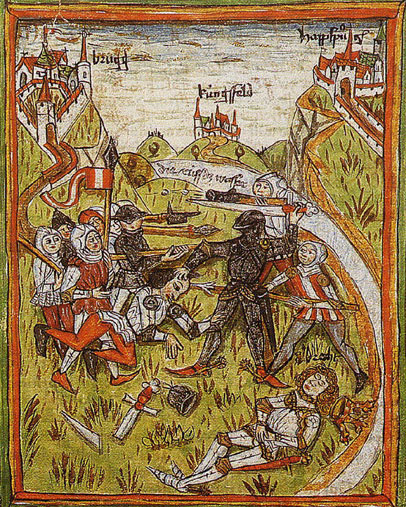
Zabójstwo Albrechta Habsburga
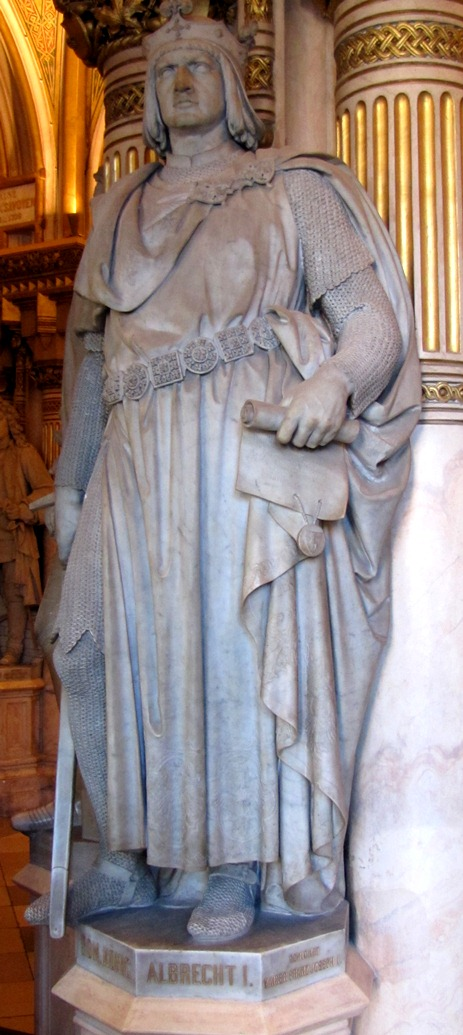
Rzeźba przedstawiająca Albrechta Habsburga

## Małżeństwa i potomstwo
Albrecht ożenił się 20 grudnia 1274 r. z Elżbietą Tyrolską, córką hrabiego Tyrolu Meinharda II i Elżbiety Wittelsbach, córki księcia Bawarii Ottona II i miał z nią razem siedmiu synów i pięć córek:
- Anna (przed 1280 – 19 marca 1327 we Wrocławiu), żona margrabiego brandenburskiego Hermana i księcia wrocławskiego Henryka VI Dobrego
- Agnieszka (1280 – 11 czerwca 1364 w Königsfelden), żona króla Węgier Andrzeja III
- Rudolf (1282 – 3 lipca/4 lipca 1307), książę Austrii i król Czech
- Elżbieta (ok. 1293 – 19 maja 1352), żona księcia Lotaryngii Fryderyka IV Wojownika
- Fryderyk III Piękny (1289 – 13 stycznia 1330), książę Austrii, antykról niemiecki
- Leopold I (4 sierpnia 1290 – 28 lutego 1326), książę Austrii
- Katarzyna (październik 1295 – 18 stycznia 1323 w Neapolu), żona Karola Andegaweńskiego, księcia Kalabrii
- Albrecht II Kulawy (12 grudnia 1298 – 16 sierpnia 1358), książę Austrii
- Henryk Łaskawy (12 grudnia 1298 – 3 lutego 1327 w Bruck an der Mur)
- Meinhard (ur. 1300), zmarł młodo
- Otto Wesoły (23 lipca 1301 – 17 lutego 1339), książę Austrii
- Jutta (1302–1329), żona hrabiego Ludwika VI von Öttingen